# زیردریایی آی-۱۲
زیردریایی آی-۱۲ (به انگلیسی: Japanese submarine I-12) یک زیردریایی است که طول آن 113.70 m می‌باشد.